# 韓景濤
韓景濤（英語：Andrew Han Jing-tao；1921年7月26日—2020年12月30日；聖名：安德肋）是天主教中國籍主教，不獲中國政府承認。曾任黑龍江省四平街教區主教（1986年-2020年）。

## 生平
韓景濤出生於1921年7月26日，中華民國河北省的一個天主教家庭。他兒時在加拿大籍傳教士所辦的寄宿小學讀書，14歲時跟同學一起加入四平小修院。後轉到長春的總修院繼續接受培育。1947年12月14日，韓景濤在26歲時晉鐸，且負責修女的培育工作。 
1949年10月1日，中國共產黨在中國大陸地區建立中華人民共和國，並開始針對天主教進行宗教迫害及打壓，教會已經無法正常運作。1950年，韓神父在四平推動聖母軍，以及協助成立修會團體。由於，他忠於教宗，拒絕加入三自愛國教會，並於1953年因出任聖母軍指導司鐸而被政府拘捕，後被強迫27年的勞動改造。
1980年改革開放後獲釋返回四平繼續履行鐸職及在長春師範大學任教英語，同年再獲東北師範大學古典文明史研究所聘用，教導研究生古拉丁文化和古希臘文化。1982年5月6日，韓景濤在60歲時獲得時任教宗若望保祿二世任命為四平街教區助理主教。1986年，由甘肅秦州教區地下教會王彌祿主教秘密晉牧，但中國政府一直未獲承認。
1987年韓主教從大學退休。他於1990年成立修會，以培養男女修生，並曾因此被帶往公安局審訊。然而，從1997年起韓主教的住所一直受到政府監視，令他難於履行牧職，而修院亦一度被迫關閉，後來秘密重新開放。2017年，韓主教的住處被公安看管，無法自由活動。
2020年12月30日，韓景濤主教在中國吉林省四平去世，享年99歲。